# ゼネラル・エレクトリック J79

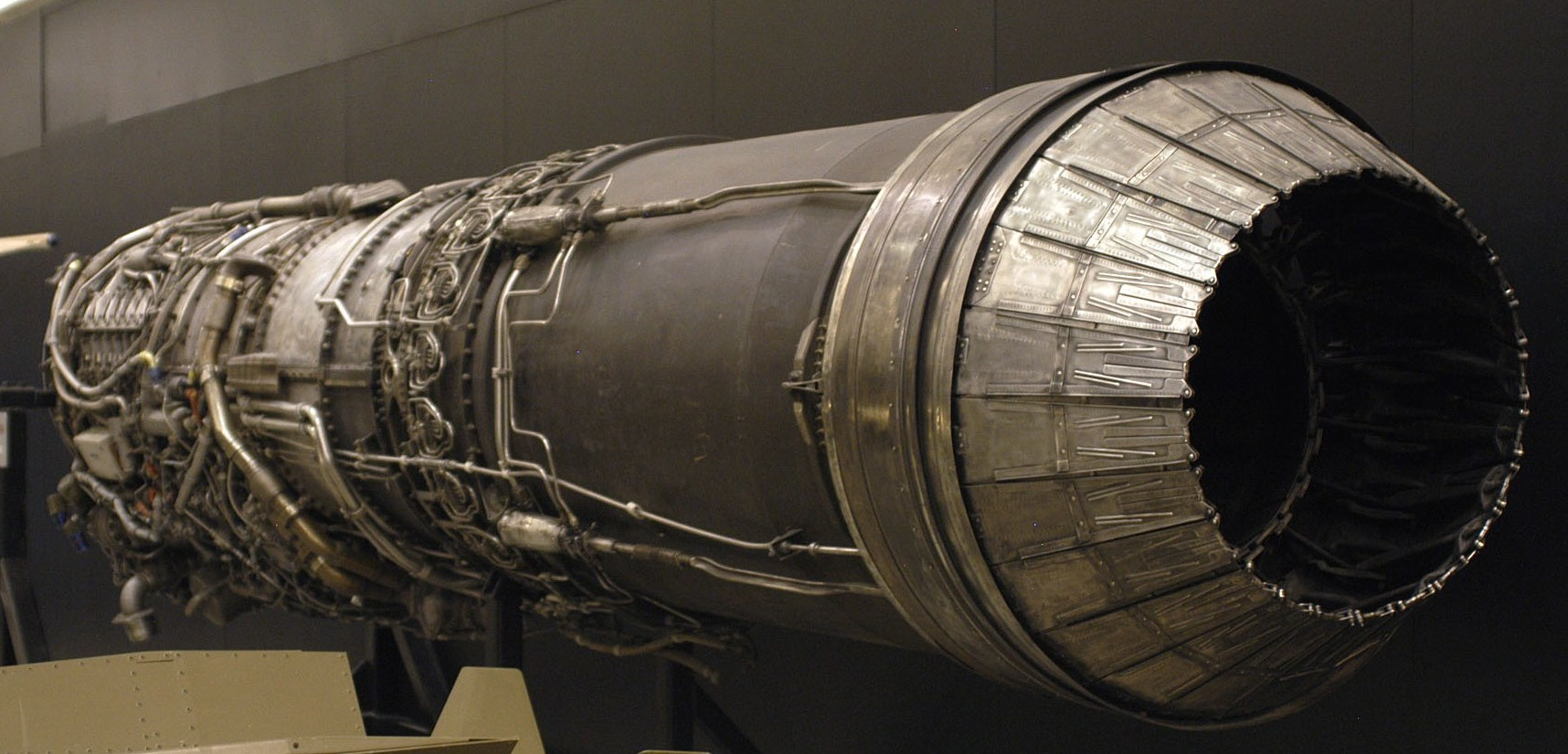
国立アメリカ空軍博物館で展示中のJ79

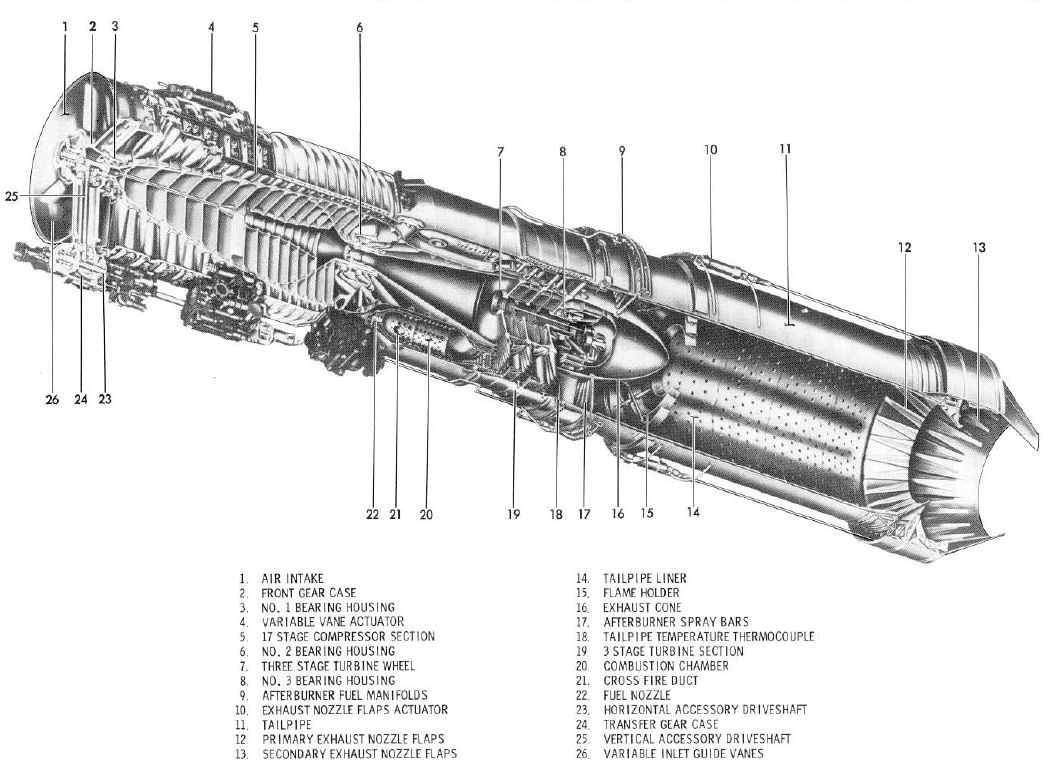
J79部分解説図

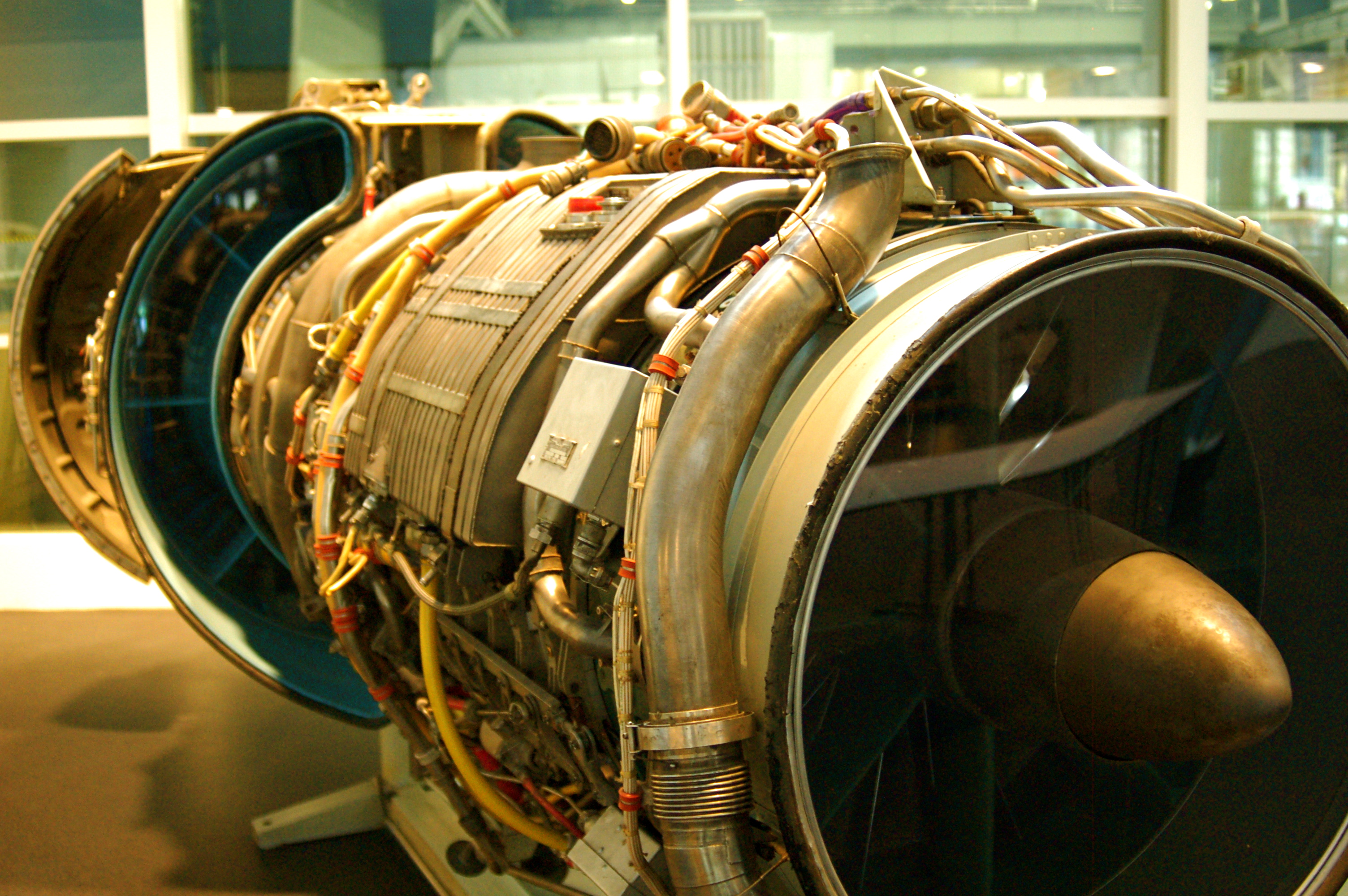
ゼネラル・エレクトリック CJ-805（J79の簡易型商用版）

J79は、1950年代後半から1960年代の超音速軍用機に多用された1軸式ターボジェットエンジン。
ゼネラル・エレクトリック（現GE・アビエーション）が開発し、西側各国で総計17,000基以上が量産された。従来ジェットエンジン分野を主導していたイギリスの水準を越えた、初のアメリカ製エンジンの一つである。

## 開発
前作J73を基に、M2級を狙った発展型J73-GE-X24Aの仮称で、1950年代初頭から開発着手された。亡命ユダヤ人の主任設計者ゲルハルト・ノイマン（Gerhard Neumann）は、小径化・小型化を目的として、当時すでに少数派となりつつあった単軸式を敢えて選択した。圧縮器静翼を全可動式とすることで必要な効率を確保、チタニウム合金の積極採用など意欲的に新技術に挑戦したため、実用化には比較的長時間を要した。
初の空中試験は1955年5月20日に、4発爆撃機ノースアメリカン B-45Cの爆弾槽から吊下して行われ、主エンジンの J47を全停止し、J79単発のみで飛行した。実機への適用は、1956年2月17日に初飛行したロッキード YF-104Aによってで、J65からの換装によりYF-104Aは、世界初のM2級戦闘機の名を航空史に刻んだ。また、同年、XF4D-1の試作2号機がJ79の追加試験のためGEに貸与され、元々は遷音速機の F4Dを水平飛行で音速突破させている。グラマン F-11F-1 タイガーでもJ79搭載の性能向上型が試作され、最高速度はM2に達した。
構造的に複雑かつ軽金属を多用した初期型は運転温度に制約が強く、前述のF-104はそれゆえに最高速度がM2に制限された（推力にはまだ余裕があった）。のちには一部を鋼化させるなど生産合理化や耐熱限界の向上が図られており、これを搭載したイタリア空軍のF-104Sや、F-4戦闘機においては、最高速度はM2を越えている。以降30年以上に渡り、アメリカのみならずベルギー、カナダ、西ドイツ、イスラエル、イタリア、日本においても、総計17,000基以上が生産された。
イスラエルにおいては、ネシェル（ミラージュ5の無断コピー機）の改良型であるクフィルの搭載エンジンに採用された。ネシェルのアター9 エンジンと同程度のサイズ・重量でありながら、推力と燃費効率の双方に優れ、その高性能を示した。また、アメリカ軍の初期の超音速機に採用されたJ57 エンジンとの比較では、より小型でありながらなおかつ推力に優っていた。F-8戦闘機のエンジンをJ57からJ79に換装した改良型であるV-1000は、制式採用はされなかったが、その高性能を高く評価されている。
欠点としては、特定の回転域で共振による独特の騒音を発し、また、濃く被視認性の高い排気煙が戦場における脆弱性を高めることがベトナム戦争時の戦訓で判明している。
また、コンベア（ジェネラル・ダイナミクス）の要請でコンベア880向けに開発した民生版CJ-805は、高価な耐熱金属の使用量を減じたためホットセクションが溶解するトラブルが多発し、燃費や整備性も悪化させたために不評を極めた。CJ-805はシュド・カラベルのアメリカ向け原型機1機にも使用されているが、燃費向上策でアフトファン化されたCJ-805-23は、搭載機コンベア990が少量生産に留まったために普及しなかった。また、戦闘機用途でも、P&W TF30以降はアフターバーナー付きの超音速ターボファンが実現したことで、単軸式の限界に挑戦しながらも旧式の純ジェットにすぎないJ79はまもなく斜陽化した。
とはいうものの、1970年代末においてもエンジンをJ79に換装したF-16/79が開発されるなど、かなり後の時代になっても当エンジンは高い評価を維持していた。当機はノースロップ F-5E/Fの後継機として提案された途上国向け戦闘機であり、いわばF-16のダウングレードバージョン（モンキーモデル）ではあるが、いまだ第一線の戦闘機用ジェットエンジンとして通用する事を示した。ただし、この機体は、新型エンジンを搭載した純正のF-16の輸出が解禁された事により、試作のみに終わった。
J79の開発、およびF-104が達成した数々の新記録により、1958年ノイマンとGEはコリアー・トロフィーを授与され、更にF-104設計者のクラレンス・ジョンソンやアメリカ空軍と共に、ダブル受賞している。

## 設計
大推力機としては当時でも異例の単軸式で、多数の可変静翼を備えた17ステージの圧縮機により、二軸式よりも軽量化しつつ同等の圧縮比を確保している。タービンブレードの一部は切削チタニウム製で、現在ではオーバーホール時に単価あたり数千ドル要するとされる。スロットル開度によっては、排気流がバイパスフラップによって擾乱され、独特な共鳴音を発する。このため、NASA機のF-104B N819NAにはHowling Howland（遠吠えするハウランド）の愛称が付いた。
ターボシャフト版はLM1500の名で、発電やパイプライン圧送用に陸上で、船舶推進用に海上でも使用された。
また、当エンジンの軸受機構は、のちに住友金属工業が担当した新幹線0系電車の主軸を設計するにあたって参考とされた。

## 派生型と搭載機

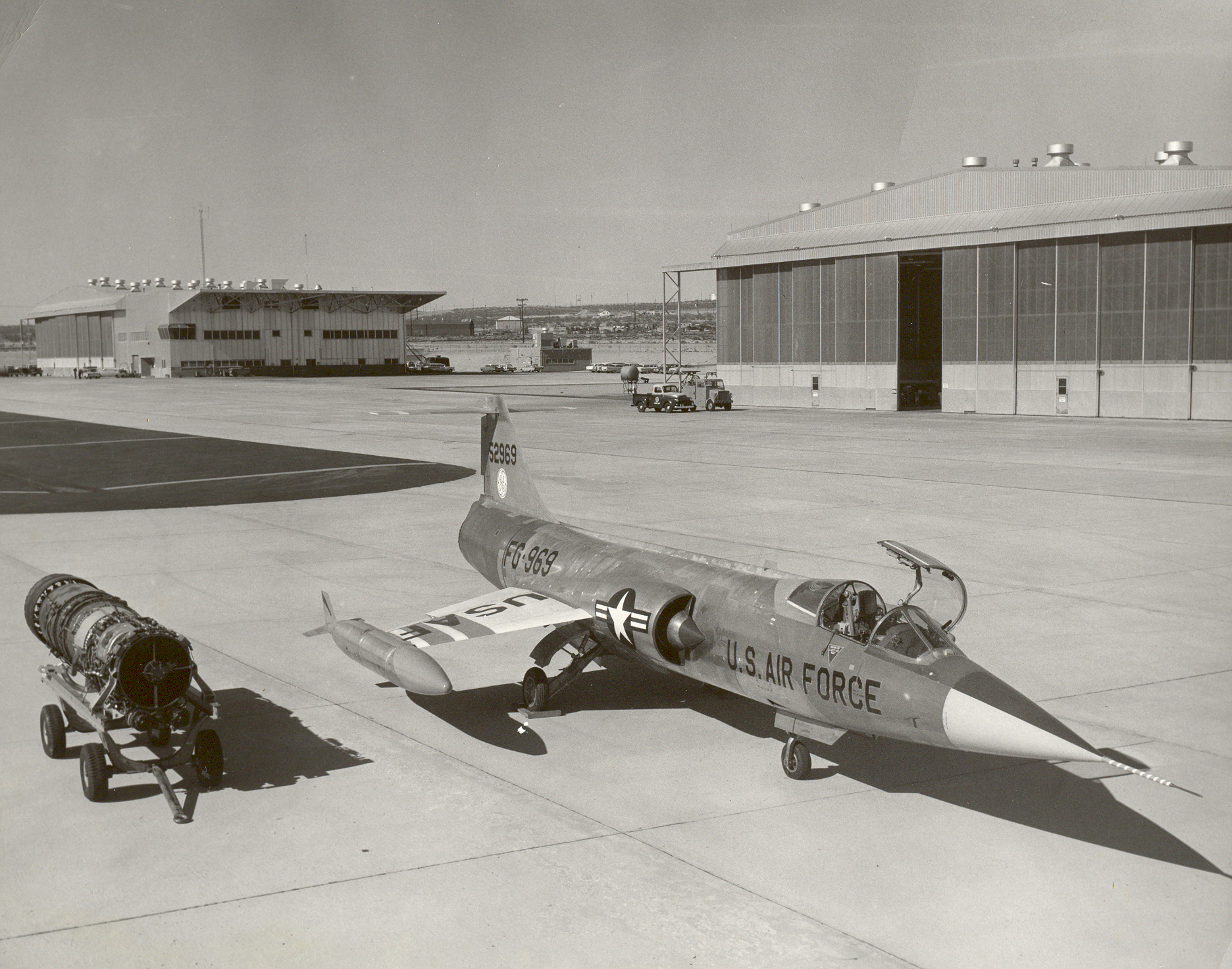
J79-GE-3とYF-104A スターファイター

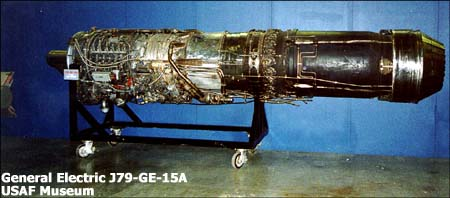
アメリカ空軍博物館のJ79-GE-15A

XJ79-GE-1
原型機。最初の地上定置試験は1954年6月8日に実施され、アフターバーナー使用時に14,350lbfを記録した。
飛行試験エンジンはYJ79-GE-1と呼称された。
J79-GE-2/2A
F4H-1（F-4A）ファントム IIで使用。アフターバーナー推力：16,100lbf（71.6kN）。
J79-GE-3
YF-104A、F-104A、F-11F-1F スーパー・タイガーで使用。
J79-GE3A
YF-104A、F-104A、F-104Bで使用。
J79-GE-3B
F-104A、F-104Bで使用。
J79-GE-5A
B-58 ハスラーで使用。アフターバーナー推力：15,600lbf（69.3kN）。
J79-GE-7A
F-104C、F-104D、F-104Fで使用。
J79-OEL-7
オレンダ・エンジンズで製造し、CF-104で使用したGE-7のライセンス版。
J79-GE-8/8A/8B
A-5 ヴィジランティとF4H-1（F-4B）で使用。アフターバーナー推力：16,950lbf（75.4kN）。
J79-GE-10
F-4Jで使用。アフターバーナー推力：17,900lbf（79.379kN）。
J79-GE-11A
F-104GとTF-104Gで使用。アフターバーナー推力：15,600lbf（69kN）。
F-104 コンソーシアム生産プログラムに対して、アルファロメオ、フィアット、ファブリックナショナルがプロジェクト主要生産者として多くのGE-11Aエンジンをヨーロッパでライセンス生産した。
J79-IHI-11A
F-104J/DJ スターファイター（栄光）で使用したGE-11Aの石川島播磨重工業株式会社（現IHI）でのライセンス版。
J79-MTU-J1K
ライセンス版を改良したGE-11A。ドイツのMTUで製造。
J79-GE-15A
F-4C、RF-4C、F-4Dで使用。
J79-GE-17A
F-4Eで使用。
J79-IHI-17A
F-4EJ ファントム IIで使用したGE-17Aの石川島播磨重工業株式会社でのライセンス版。
J79-GE-19
アエリタリア F-104Sで使用。
J79-GE-J1E
IAI クフィルで使用したJ79のライセンス版。アフターバーナー推力：18,750lbf（83.4kN）。

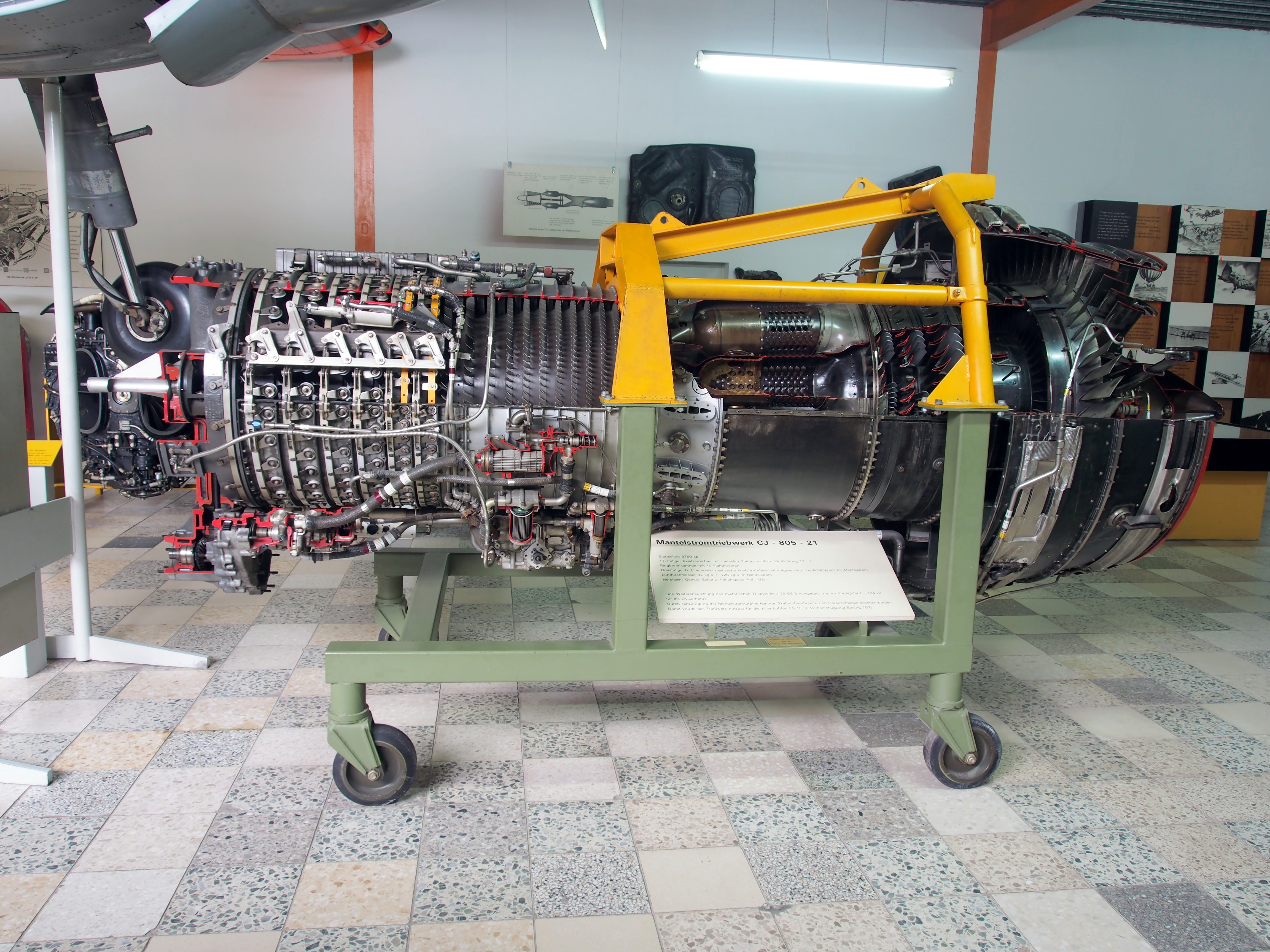
CJ-805-23ターボファンエンジン。一般的なフロントファン式のターボファンエンジンと異なり、右側の直径が大きい部分（ファンがある部分）が後部である。

ゼネラル・エレクトリック CJ-805-3
コンベア880系列の旅客機で使用した商用版。アフターバーナーが除去されている。
CJ-805-23
コンベア990で使用した商用ターボファンエンジン版。タービンより後方にファンを設置したアフトファン式。

## 仕様 (J79-GE-17A)
- 形式：アフターバーナー付きターボジェット
- 全長：17.4 ft（5.3 m）
- 直径：3.2 ft（1.0 m）
- 乾燥重量：3,850 lb（1,750 kg）
- 圧縮機：17段可動静翼付き軸流式圧縮機
- 推力：
  - 通常時：11,905 lbf（52.9 kN）
  - アフターバーナー時：17,835 lbf（79.3 kN）
- 全圧縮比：13.5:1
- タービン入り口温度：1,210 °F（655 °C）
- 定格燃料流量：
  - ミリタリー推力時：0.85 lb/（h・lbf）（87 kg/（h・kN）
  - アフターバーナー使用時：1.965 lb/（h・lbf）（200 kg/（h・kN）
- 推力重量比：4.6:1（45.4 N/kg）（アフターバーナー使用時）

## ギャラリー

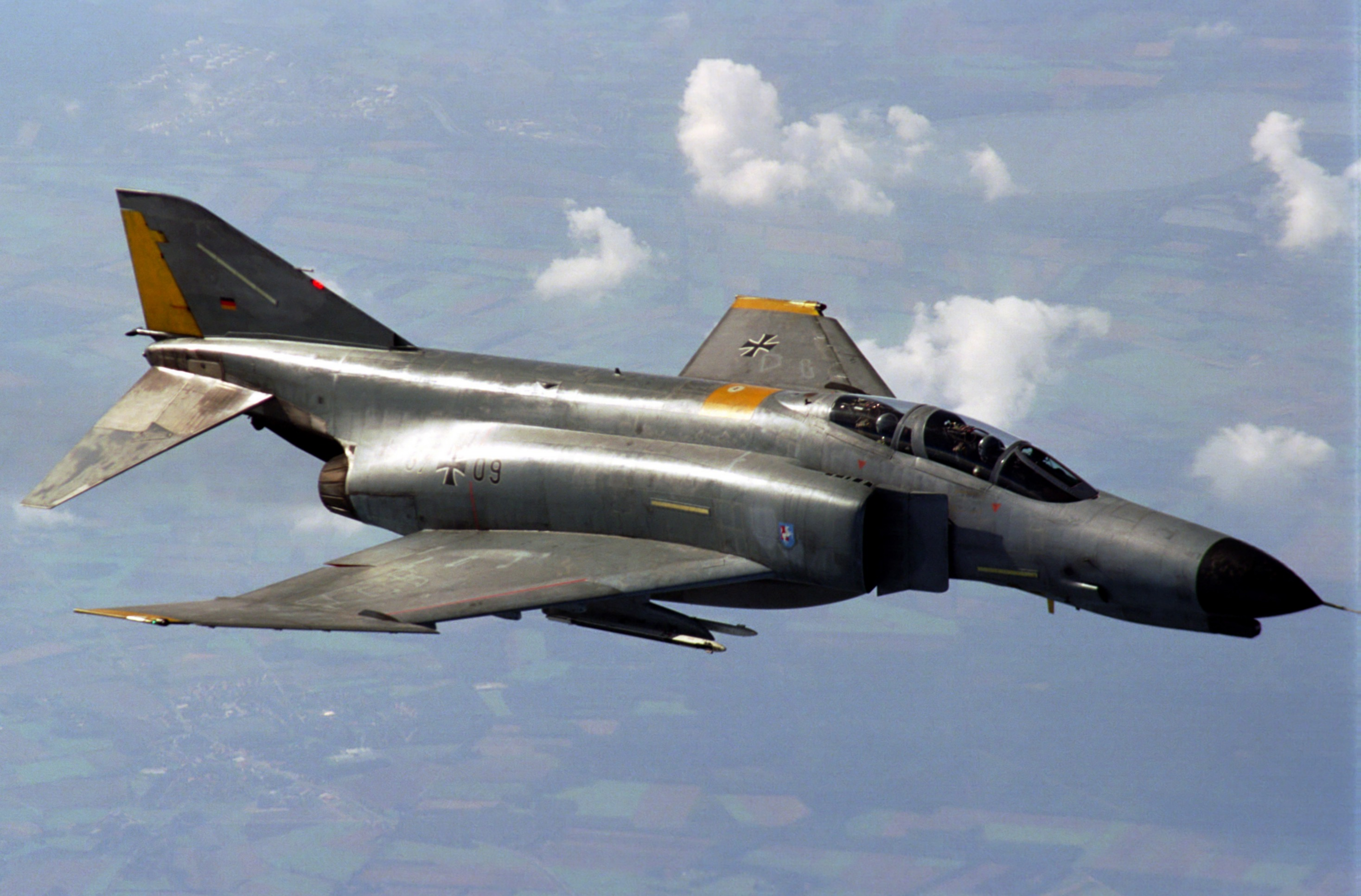
J79を使用した最も有名な機体であるF-4 ファントム II
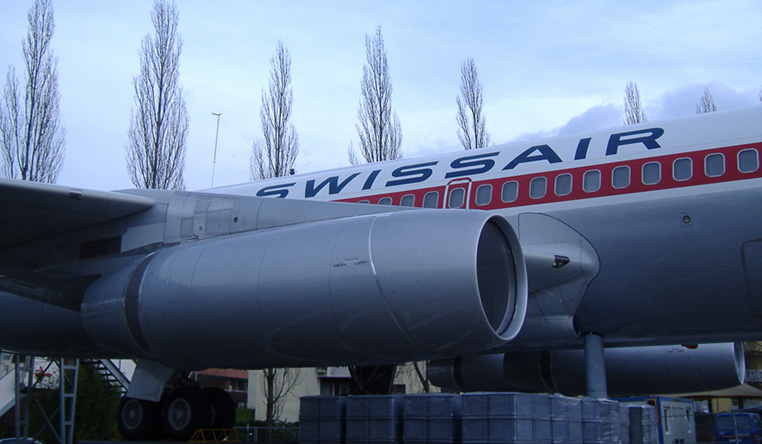
J79簡略化商用版はターボファン化されてCJ-805-23となり、コンベア990旅客機で使用された
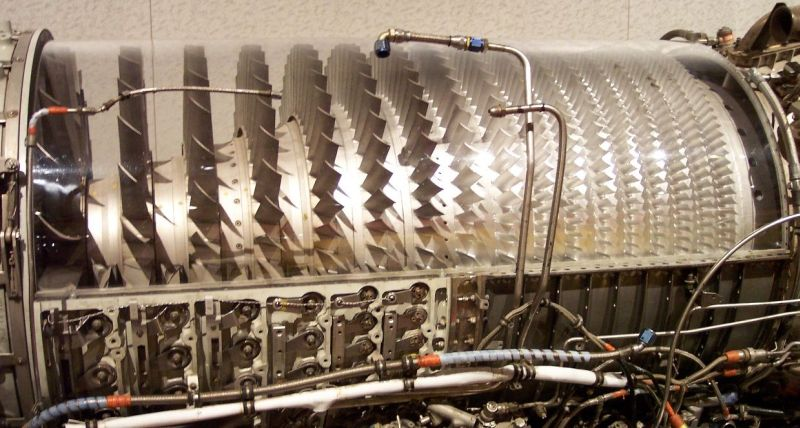
J79の区画分けされた圧縮段
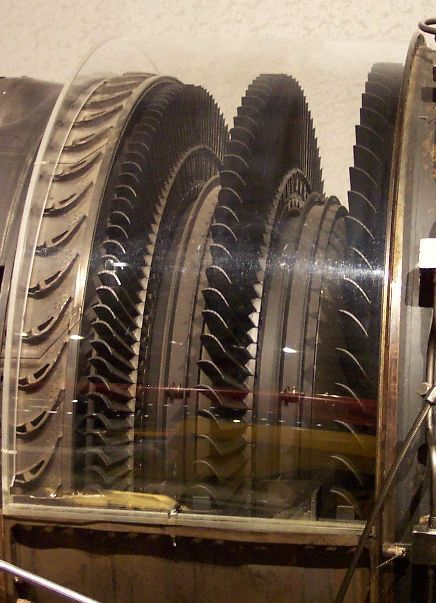
J79のタービン段